# صراع جورجيا 1922

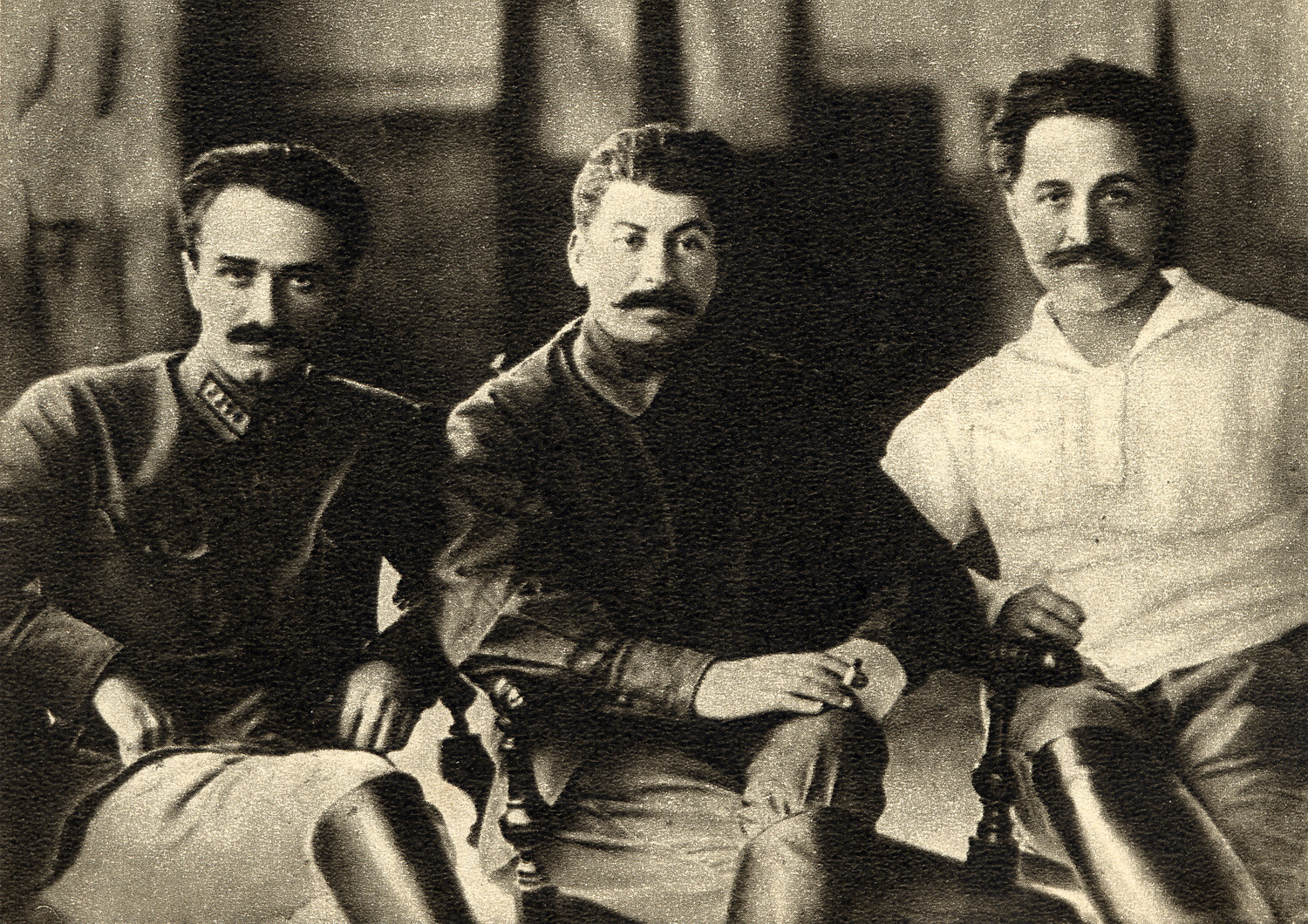
انستاس ميكويان، جوزيف ستالين و كريكول أوردجونيكيدزه في تبليسي في عام 1925.

صراع جورجيا عام 1922 (بالروسية: Грузинское дело)‏ هو صراع سياسي داخل قيادة الاتحاد السوفيتي حول طريقة التحول الاجتماعي والسياسي في جورجيا الاشتراكية السوفيتية. نشأ النزاع حول جورجيا بعد فترة وجيزة احتلال البلاد. بلغ الصراع  ذروته في الجزء الأخير من عام 1922. كان الخلاف بين الجورجية البلشفية المحلية  بقيادة فيليب ماخاردز و بودو مديفاني من جهة، وبين رؤساء من جمهورية روسيا الاتحادية الاشتراكية السوفيتية، وخاصة جوزيف ستالين من ناحية أخرى. محتوى هذا النزاع معقد ينطوي على رغبة الجورجيين في الحفاظ على الاستقلال عن موسكو. كان قرار موسكو دمج جورجيا، أرمينيا، أذربيجان في القوقاز واحدًا من النقاط الرئيسية في هذه القضية، وهي الخطوة التي عارضها بشدة القادة الجورجيون والذين حثوا على اعتبار جمهوريتهم عضوًا كامل العضوية في الاتحاد السوفيتي.
كانت القضية حلقة حاسمة في الصراع على السلطة المحيطة بعد مرض فلاديمير لينين الذي دعم جورجيا في الصراع. انتهى النزاع بانتصار ستالين-أوردجونيكيدزه وأسفر عن سقوط جمهورية جورجية. كما ساهمت في القطع بين لينين و ستالين و ألهمت لينين لكتابة رسالته الرئيسية الأخيرة.